# Enisala
Enisala falu Tulcea megyében, Dobrudzsában, Romániában. Közigazgatásilag Sarichioi község irányítása alá tartozik.

## Fekvése
A település az ország délkeleti részén található, a megyeszékhelytől, Tulcsától harminckilenc kilométerre délre, a községközponttól, Sarichioitól pedig kilenc kilométerre délnyugatra, a Razim-tó közelében.

## Története
A településtől két kilométerre találhatóak Yeni-Sale középkori vár romjai (névváltozatai: Enisala, Enișala, Heraclee vagy Heraclia). Egy mészkőből álló domb tetején áll, ahonnan jól belátható a környék valamint a Razim- és a Babadag-tó is.
A vidék régészeti feltárása 1939-ben kezdődött, majd 1970 és 1998 között folytatódott. Ezek alapján a vár helyén már a 13. század végén és a 14. század elején állt egy település, melynek neve Bambola vagy Pampulo volt, ez volt a vár első neve is. A Yenisala vagy Yeni-Sala név török eredetű, jelentése új falu, ezen a néven 15. századi török krónikákban szerepel először.
Magának a várnak az építése a 14. század második felében kezdődött. A feltételezések szerint genovaiak építették, akik akkoriban a Fekete-tengeren zajló kereskedelemben vezető szerepet játszottak, és felügyelték a fekete-tengeri hajóforgalmat, ekkor még a Razim-tóból természetes csatorna vezetett a tengerre. Szerves részét képezte azon genovai kolóniák láncolatának melyek körbefogták a Duna torkolatát.
A vár alapja aszimmetrikus, trapéz alakú, követve az alapját képező mészkőtömb alakját. A nyugat-délnyugati várfal több mint száz méter hosszú és szinte teljesen megsemmisült, az északi és a keleti várfalak egyaránt mintegy ötven méter hosszúak, a déli pedig harminc méteres. A külső falak vastagsága 1,50 és 1,85 méter között változik. Nyolc darab védőbástyája volt, melyek három, négy öt, vagy hatszög alakúak. Ezzel egyedüli ilyen típusú építmény a régióban. Bejárata a déli oldalon található, mely kettős árkádú, és egy masszív, hatszögű torony védte. A teljes vár mészkőből épült. A várfalak valamint a tornyok öt-tíz méteres magasságig maradtak meg. 
1397 és 1418 között, I. Mircea havasalföldi fejedelem uralkodása alatt, Havasalföld része volt. 1419 és 1420 között Dobrudzsa török megszállás alá került, akik katonai egységeket állomásoztattak a várban. Cetatea Albă és Kilija várainak elfoglalását követően, 1484 után, Yeni-Sale veszített stratégiai jelentőségéből, azután pedig, hogy a Fekete-tenger és a Razim-tó között kialakult a ma is létező homokpad, megszüntetve a közvetlen utat a tenger irányába, a várat a törökök elhagyták és az enyészetévé vált.

## Külső hivatkozások
- Tulcea megye várai és emlékművei[halott link]
- info-delta.ro
- Dobrudzsa településeinek török nevei